# Good Stuff
Good Stuff är en serie läroböcker i engelska för svenskspråkiga avsedd för grundskolan. Den omfattar 6 böcker; Good Stuff 4, Good Stuff 5, Good Stuff A, Good Stuff B, Good Stuff C och Good Stuff D.